# Thorybes
Thorybes es un género de lepidópteros ditrisios de la subfamilia Eudaminae  dentro de la familia Hesperiidae.

## Especies
- Thorybes bathyllus (Smith, 1797)
- Thorybes diversus Bell, 1927
- Thorybes drusius (Edwards, 1883)
- Thorybes mexicana (Herrich-Schäffer, 1869)
- Thorybes pylades (Scudder, 1870)